# Eunica electa
Eunica electa är en fjärilsart som beskrevs av Johannes Karl Max Röber 1923. Eunica electa ingår i släktet Eunica och familjen praktfjärilar. Inga underarter finns listade i Catalogue of Life.